# دلارزدایی

استفاده جهانی از دلار آمریکا
ایالات متحده آمریکا
پذیرندگان خارجی دلار آمریکا
ارزهایی که به دلار آمریکا متصل یا قفل ثابت هستند
ارزهایی که ارزش آنها در یک بازه محدود مثبت و منفی به دلار آمریکا متصل یا قفل ثابت هستنداستفاده جهانی از یورو
منطقه یورو
پذیرندگان یورو خارج از اتحادیه اروپا
ارزهایی که به یورو متصل یا قفل ثابت هستند
ارزهایی که ارزش آنها در یک بازه محدود مثبت و منفی به یورو متصل یا قفل ثابت هستند

دلارزدایی (به انگلیسی: Dedollarisation) به استفاده از روش‌هایی گفته می‌شود که در آن کشورها می‌کوشند تا با این روش‌ها اتکا به دلار آمریکا را به عنوان ارز ذخیره، واسطه تبادل یا به عنوان واحد محاسبه کاهش دهند.
از دهه ۱۹۲۰ از زمانی که آمریکا از جنگ جهانی اول نسبتاً آسیبی ندید و از آنجایی که ایالات متحده دریافت کننده قابل توجهی از جریان طلای دوران جنگ بود، دلار آمریکا جایگزین پوند استرلینگ به عنوان ارز ذخیره بین‌المللی شد. پس از ظهور ایالات متحده به عنوان یک ابرقدرت قوی‌تر در طول جنگ جهانی دوم، توافقنامه برتون وودز در سال ۱۹۴۴ سیستم پولی بین‌المللی پس از جنگ را پایه‌گذاری کرد، و دلار آمریکا به ارز ذخیره اولیه جهان برای تجارت بین‌المللی و تنها ارز پس از جنگ تبدیل شد که با قیمت ۳۵ دلار در هر اونس تروی با طلا در پیوند بود.
دلار آمریکا از زمان ایجاد نظام برتون وودز به عنوان واسطه‌ای برای تجارت بین‌المللی مورد استفاده قرار گرفته است. وزارت خزانه‌داری ایالات متحده نظارت قابل‌توجهی بر شبکه نقل و انتقالات مالی سوئیفت اعمال می‌کند و در نتیجه تأثیر زیادی بر سیستم‌های تراکنش‌های مالی جهانی با توانایی اعمال تحریم‌ها بر اشخاص و اشخاص خارجی دارد.

## کاهش ارزش دلار
در چارچوب سیستم برتون وودز که پس از جنگ جهانی دوم برقرار شد ارزش طلا به ۳۵ دلار به ازای هر اونس تثبیت شد و ارزش دلار آمریکا بر اساس ارزش طلا تنظیم گردید. با این حال افزایش هزینه‌های دولتی در دهه ۱۹۶۰ باعث شد تردیدهایی دربارهٔ توانایی ایالات متحده در حفظ این تبدیل‌پذیری ایجاد شود. ذخایر طلا در نتیجه این که بانک‌ها و سرمایه‌گذاران بین‌المللی شروع به تبدیل دلار به طلا کردند کاهش یافت و در نتیجه ارزش دلار کاهش یافت. در مواجهه با بحران ارزی در حال ظهور و خطر قریب‌الوقوع ناتوانی ایالات متحده در تبدیل دلار به طلا سرانجام در سال ۱۹۷۱ رئیس‌جمهور آمریکا نیکسون تبدیل‌پذیری دلار به طلا را متوقف کرد که به «شوک نیکسون» شناخته شد.
از آنجا که ارزش دلار آمریکا دیگر به طلا متصل نبود حفظ ارزش ارز ایالات متحده بر عهده فدرال رزرو قرار گرفت. اما فدرال رزرو به افزایش عرضه پول ادامه داد که منجر به رکود تورمی و کاهش سریع ارزش دلار در دهه ۱۹۷۰ شد. این امر عمدتاً به دلیل دیدگاه اقتصادی غالب آن زمان بود که تورم و رشد اقتصادی واقعی را مرتبط می‌دانست. (منحنی فیلیپس) بنابراین تورم به عنوان پدیده‌ای نسبتاً بی‌ضرر تلقی می‌شد. بین سال‌های ۱۹۶۵ تا ۱۹۸۱ ارزش دلار آمریکا دو سوم کاهش یافت.
شبکه خبری BNN بلومبرگ گزارش می‌دهد: به‌کارگیری دلار به عنوان ارز ذخیره با شتابی بیشتر از آنچه تصور می‌شود در حال کاهش است و بسیاری از تحلیل‌گران نوسانات قابل‌توجه نرخ ارز در سال گذشته را نادیده گرفته‌اند. سهم جهانی دلار در ذخایر ارزی سال گذشته با سرعتی ده برابر بیشتر از میانگین بیست سال گذشته کاهش یافته است زیرا چندین کشور پس از تحریم‌های اعمال شده به دلیل حمله روسیه به اوکراین به دنبال گزینه‌های جایگزین بودند. دلار از سال ۲۰۱۶ با در نظر گرفتن تعدیلات نرخ ارز حدود ۱۱ درصد از سهم بازار خود را از دست داده و این رقم از سال ۲۰۰۸ دو برابر شده است.

## تحولات بخشی در دنیا

### تجارت نفت یا سایر کالاها

#### آرژانتین
برنامه آرژانتین بود از اوایل سال ۲۰۲۳ به برزیل بپیوندد و به جای دلار آمریکا برای واردات از چین، از یوآن استفاده کند. هدف این کشور حفظ ذخایر رو به کاهش دلار آمریکا است. آرژانتین به دلیل خشکسالی شدید با کاهش قابل توجه صادرات کشاورزی و در نتیجه کاهش ورود دلار مواجه شده است. در آوریل ۲۰۲۳، آرژانتین قصد داشت حدود ۱ میلیارد دلار واردات چینی را با استفاده از یوان خریداری کند. پس از آن، این کشور هدف دارد که حدود ۷۹۰ میلیون دلار واردات ماهانه را با یوان پرداخت کند. پس از اعلام چین و آرژانتین در آوریل مبنی بر فعال شدن خط تبادل ارز، آرژانتین توانست معادل ۱٫۰۴ میلیارد یوان را برای پرداخت واردات از چین در ماه می استفاده کند. سپس در ژوئن، در طی سفر سرخیو ماسا به چین این خط به ۱۸ میلیارد دلار طی سه سال آینده افزایش یافت.

#### برزیل
در اواخر مارس ۲۰۲۳، چین و برزیل توافقی را نهایی کردند که تجارت خود را با استفاده از ارزهای ملی خود انجام دهند. در دسامبر ۲۰۲۳، روسیه و چین تمایل خود را برای کنار گذاشتن دلار آمریکا در معاملات دوجانبه خود ابراز کردند. روسیه از چندین سال پیش از یورو به عنوان ارز مورد ترجیح برای تسویه معاملات در میان کشورهای بریکس استفاده می‌کرد. در همین راستا، اعضای آسه‌آن در اندونزی جمع شدند تا استراتژی‌هایی برای کاهش وابستگی به دلار، یورو، ین و پوند استرلینگ در معاملات مالی خود و ترویج استفاده از ارزهای داخلی خود را مورد بحث قرار دهند. همچنین، هند و مالزی نیز توافق کرده‌اند که برای تسویه حساب تجاری خود از روپیه هند استفاده کنند.

#### بولیوی
در آوریل ۲۰۲۳، رئیس‌جمهور بولیوی، لوئیس آرسه، اعلام کرد که دولت فعالانه به دنبال پذیرش یوان چین به عنوان جایگزینی برای دلار آمریکا در تجارت بین‌المللی است. این تصمیم ناشی از چالش مداوم بولیوی در مورد کمبود نقدینگی در بازارهای داخلی است، که از اوایل ۲۰۲۳ به دلیل کاهش ذخایر خالص بین‌المللی شدت یافته است.

#### چین
از سال ۲۰۱۱، چین به تدریج از تجارت با دلار آمریکا فاصله گرفته و به نفع یوان چین حرکت کرده است و در مارس ۲۰۱۸، چین خرید نفت را با یوان پشتیبانی شده توسط طلا آغاز کرد. در مارس ۲۰۲۲، گزارش‌های متعددی ادعا کردند که عربستان سعودی در حال مذاکره با چین برای تجارت نفت و گاز به یوان چینی به جای دلار است. در دسامبر ۲۰۲۲، در اجلاس چین - شورای همکاری خلیج فارس، رئیس‌جمهور شی جین‌پینگ خواستار تسویه حساب‌های نفتی به یوان شد. در ماه می ۲۰۲۳، چین خرید حدود ۸۸ میلیارد دلار نفت، زغال‌سنگ و فلزات روسی را به یوان تغییر داد.
در دسامبر ۲۰۲۲ در نشست چین و شورای همکاری خلیج فارس، رئیس‌جمهور چین شی جین پینگ خواستار پرداخت مبادلات تجاری نفت به یوان شد. وزیر امور خارجه وانگ یی اظهار داشت که روابط چین و عربی «بهبود تاریخی» را تجربه کرده است.

#### اروپا
در ابتدای تهاجم روسیه به اوکراین، بیشتر کشورهای غربی تحریم‌های سنگینی را بر کالاهای روسیه و بخش بانکی آن اعمال کردند. در پاسخ، در ۳۱ مارس ۲۰۲۲، ولادیمیر پوتین، رئیس‌جمهور روسیه، فرمانی امضا کرد که از ۱ آوریل کشورهای غیردوست باید واردات گاز طبیعی را به روبل پرداخت کنند.

#### غنا
در ۲۴ نوامبر ۲۰۲۲، معاون رئیس‌جمهور محمدو باوومیا، اعلام کرد که آنها در حال کار بر روی خرید نفت با طلا هستند و افزود: «مبادله طلا برای نفت یک تغییر ساختاری بزرگ را نشان می‌دهد.»

#### هند
هند در حال بررسی راه‌هایی برای تقویت اقتصاد خود از طریق کاهش وابستگی به دلار آمریکا است. این کشور معتقد است که کاهش تقاضا برای دلار در تجارت بین‌المللی می‌تواند به تثبیت ارز ملی آن روپیه (₹) کمک کند. رهبران هند به روند دلارزدایی در دیگر کشورها توجه کرده‌اند و اکنون به دنبال افزایش تجارت با استفاده از ارز خود هستند. هند برنامه برای دستیابی به این هدف روپیه (₹) را به یک ارز خارجی تبدیل می‌کند و سهم خود را در تجارت جهانی افزایش دهد.

#### مالزی
به دلیل نوسانات دلار در سال‌های اخیر، کشورهایی مانند مالزی به دنبال جایگزینی مناسب برای دلار در معاملات تجاری جهانی خود هستند. نخست‌وزیر مالزی اشاره کرد که با توجه به قدرت اقتصادی کشورهای آسیایی مانند چین و ژاپن، دلیلی برای ادامه وابستگی به دلار وجود ندارد.

#### ایران
به دلیل تحریم‌های آمریکا، ایران سخت در تلاش است تا وابستگی خود به دلار را کاهش دهد. این کشور به دنبال روش‌های جایگزین برای انجام تجارت بین‌المللی با استفاده از ارزهایی مانند یورو است و همچنین در تلاش است تا از فناوری زنجیره بلوک و ارزهای دیجیتال برای دور زدن سیستم مالی بین‌المللی استفاده کند.

#### عربستان سعودی
در ژانویه ۲۰۲۳، وزیر دارایی عربستان سعودی، محمد الجعدان، اعلام کرد که تجارت با ارزهای دیگر به جز دلار آمریکا باز است و این برای نخستین بار در ۴۸ سال گذشته است که چنین چیزی اظهار شده است.

#### روسیه
در ژوئن ۲۰۲۱، روسیه اعلام کرد که دلار را از صندوق ثروت ملی خود حذف می‌کند تا آسیب‌پذیری در برابر تحریم‌های غرب را کاهش دهد، درست دو هفته قبل از اینکه ولادیمیر پوتین، رئیس‌جمهور روسیه نخستین نشست خود را با جو بایدن، رهبر ایالات متحده برگزار کند. در سال ۲۰۱۵، مراودات مالی روسیه با چین به عنوان یک شریک راهبردی اقتصادی، بر پایه دلار بود. آمارها نشان می‌دهد ۹۰ درصد مراودات طرفین بر پایه دلار صورت گرفته اما بعد از تقابل تجاری آمریکا با چین و مناقشات سیاسی و نظامی با روسیه، این دو کشور برنامه ای را اجرایی می‌کنند که تا سال ۲۰۱۹، این رقم به ۵۱درصد می‌رسد. در نهایت در سال ۲۰۲۳ به حدود ۵ درصد می‌رسد که نشان می‌دهد روسیه در دلار زدایی موفق بوده است.
روسیه در حال برنامه‌ریزی برای خرید یوان بیشتر در بازار ارز در سال ۲۰۲۳ برای تسویه حساب‌های تجاری بود. وزارت دارایی روسیه و بانک مرکزی روسیه اعلام کردند که از ژانویه ۲۰۲۳ حدود ۵۴٫۵ میلیارد روبل ارز خارجی خواهد فروخت.

#### ترکیه
رئیس‌جمهور ترکیه استراتژی جدیدی را برای کاهش وابستگی به دلار آمریکا در تجارت جهانی معرفی کرده است. هدف این است که تجارت با شرکای تجاری بین‌المللی ترکیه بدون استفاده از دلار انجام شود. رئیس‌جمهور ترکیه تمایل خود را برای تجارت با چین با استفاده از ارزهای محلی نشان داده است که نشان‌دهنده تغییر جهت از دلار است. علاوه بر این، مذاکراتی در مورد جایگزینی دلار آمریکا با یک ارز ملی دیگر در معاملات با ایران صورت گرفته است. این تصمیم تحت تأثیر عوامل سیاسی و اقتصادی است، زیرا ترکیه تلاش می‌کند با فاصله گرفتن از دلار آمریکا، از ارز داخلی خود حمایت کند.

#### ونزوئلا
در اوت ۲۰۱۸ ونزوئلا اعلام کرد که نفت خود را با یورو، یوآن، روبل و ارزهای دیگر قیمت‌گذاری خواهد کرد.

### ذخایر ارزی (فورکس)
طبق نظرسنجی «ترکیب ارزهای رسمی ذخایر ارزی» (COFER) صندوق بین‌المللی پول، سهم ذخایری که توسط بانک‌های مرکزی در دلار آمریکا نگهداری می‌شود، از ۷۱ درصد در سال ۱۹۹۹ به ۵۹ درصد در سال ۲۰۲۱ کاهش یافت.

#### چین
از ۶ ژوئن ۲۰۲۳ چین به بانک‌های دولتی خود اعلام کرده است که نرخ بهره سپرده‌های دلاری را به‌طور قابل توجهی کاهش دهند.

#### مصر
در ماه مه ۲۰۲۲ وزیر دارایی مصر، محمد معیط، اعلام کرد که این کشور قصد دارد اوراق قرضه به یوان منتشر کند تا به عنوان مکانیزمی برای تنوع بخشیدن به منابع مالی سرمایه جمع‌آوری کند.

#### میانمار
در سپتامبر ۲۰۲۲ رئیس شورای اداره دولتی، مین آنگ هلینگ، اعلام کرد که آنها قصد دارند وابستگی به دلار آمریکا را کاهش داده و تجارت با ارزهای خارجی دیگر را آغاز کنند. علاوه بر این، بحث‌هایی در مورد استفاده از سیستم پرداخت میر برای پرداخت‌ها صورت گرفته است.

#### قزاقستان
در دسامبر ۲۰۱۵، دولت قزاقستان و بانک مرکزی این کشور اعلام کردند که قصد دارند وابستگی به دلار را کاهش داده و ارز ملی خود را تقویت کنند. در بیانیه مشترک دولت و بانک مرکزی قزاقستان اعلام شد که هدف آنها تقویت ارز ملی به جای تمرکز بر حذف دلار آمریکا است. در اوت ۲۰۱۶، پس از افزایش نرخ تورم به بالاترین سطح خود در ۶ سال، رئیس بانک مرکزی قزاقستان اظهار داشت که شروع روند کاهش استفاده از دلار ضروری است.

#### روسیه
در ژوئن ۲۰۲۱ روسیه اعلام کرد که دلار را از صندوق ثروت ملی خود حذف خواهد کرد تا آسیب‌پذیری خود در برابر تحریم‌های بین‌المللی را کاهش دهد، تنها دو هفته قبل از نشست ولادیمیر پوتین، رئیس‌جمهور روسیه، با جو بایدن، رهبر ایالات متحده.
روسیه برنامه‌ریزی کرده بود تا در سال ۲۰۲۳ یوان بیشتری از بازار ارز خریداری کند تا برای تسویه حساب‌های تجاری استفاده شود. وزارت دارایی و بانک مرکزی روسیه اعلام کردند که حدود ۵۴٫۵ میلیارد روبل ارز خارجی از ژانویه ۲۰۲۳ به فروش خواهد رساند.

### توافقات تجاری دوجانبه

#### هند-روسیه
پیش از سال ۱۹۹۱، اتحاد جماهیر شوروی و هند در دوران جنگ سرد به معامله با تبادل روپیه و روبل می‌پرداختند. معاملات تجاری بین هند و روسیه بیشتر با روبل و روپیه به جای دلار و یورو انجام می‌شود. در مارس ۲۰۲۲ هند و روسیه به توافق‌نامه‌ای برای تجارت با روپیه و روبل دست یافتند. هند نفت روسیه را به درهم امارات متحده عربی و همچنین روبل خریداری می‌کند.

#### پاکستان
وزیر نیرو پاکستان اعلام کرد که این کشور در حال بررسی استفاده از یوان برای پرداخت واردات نفت خام روسی است.

#### هند-امارات متحده عربی
هند و امارات متحده عربی در حال مذاکره برای استفاده از روپیه برای تجارت کالاهای غیرنفتی به جای دلار هستند.

#### استرالیا/روسیه/ژاپن/برزیل/ایران
چین با استرالیا، روسیه، ژاپن، برزیل و ایران توافق کرده است که با ارزهای ملی تجارت کنند. گزارش شده است که در سه‌ماهه اول سال ۲۰۲۲، سهم دلار در تجارت دوجانبه بین چین و روسیه برای نخستین بار به کمتر از ۵۰ درصد کاهش یافت. در سال ۲۰۱۱، ژاپن با چین توافق کرد که با ارزهای ملی تجارت کنند. حجم تجارت بین چین و ژاپن به ارزش ۳۰۰ میلیارد دلار آمریکا بود.

#### برزیل-چین
در مارس ۲۰۱۳، در جریان اجلاس بریکس، برزیل با چین به توافق رسید که با رئال برزیل و یوآن چین تجارت کنند.

#### استرالیا-چین
در سال ۲۰۱۳، استرالیا با چین توافق کرد که با ارزهای ملی تجارت کنند.

#### فرانسه-چین
در یک توسعه مهم، گزارش شده است که یک شرکت فرانسوی اخیراً یک معامله با شرکت ملی نفت دریایی چین انجام داده و گاز طبیعی مایع صادر کرده و پرداخت را به یوان چین دریافت کرده است. این معامله نشانه‌ای از روند رو به رشد کاهش استفاده از دلار است که به اتحادیه اروپا نیز راه یافته است.

#### اینستکس
در سال ۲۰۱۵، چین سیستم پرداخت CIPS را راه‌اندازی کرد که خدمات تسویه حساب برای شرکت‌کنندگان در پرداخت‌های رنمینبی فرامرزی و تجارت را به عنوان جایگزینی برای سوئیفت ارائه می‌دهد. از پایان سال ۲۰۱۹، کشورهای اتحادیه اروپا اینستکس را تأسیس کردند، یک وسیله نقلیه ویژه اروپایی (SPV) برای تسهیل معاملات غیر دلاری و غیر سوئیفت با ایران برای اجتناب از نقض تحریم‌های ایالات متحده. در ۱۱ فوریه ۲۰۱۹، سرگئی ریابکوف، معاون وزیر امور خارجه روسیه، اظهار داشت که روسیه علاقه‌مند به شرکت در اینستکس است.

#### ایران-اتحادیه اروپا
در مارس ۲۰۲۰، نخستین معامله اینستکس بین ایران و اتحادیه اروپا انجام شد. این معامله شامل واردات تجهیزات پزشکی برای مقابله با شیوع کووید-۱۹ در ایران بود. کشورهای اروپایی در مارس ۲۰۲۳ اعلام کردند که تصمیم به پایان دادن به طرحی که در سال ۲۰۱۹ برای تجارت با ایران و حمایت از شرکت‌هایی که با آن تجارت می‌کنند بدون نقض تحریم‌های آمریکا وضع شده بود، گرفته‌اند، اما فقط یک معامله انجام شده بود.

#### روسیه-ایران
در جولای ۲۰۲۲، روسیه و ایران در تجارت دوجانبه خود اصلاحاتی انجام دادند تا وابستگی به دلار آمریکا را کاهش دهند. سیستم پولی جدید می‌تواند به معنای تسویه بدهی‌ها در کشورهای خودشان باشد و می‌تواند تقاضا برای دلار آمریکا را تا ۳ میلیارد در سال کاهش دهد. در ژانویه ۲۰۲۳، روسیه و ایران برنامه‌ریزی کردند تا با استفاده از ارزهای دیجیتال پشتیبانی شده با طلا به عنوان جایگزینی برای دلار آمریکا تجارت کنند.

#### جنوب شرق آسیا
گروهی از کشورهای جنوب شرق آسیا مانند سنگاپور، مالزی، اندونزی، کامبوج و تایلند در حال بررسی فرایند کاهش وابستگی به دلار آمریکا در اقتصادهای خود هستند. این کشورها نگرانی‌هایی در مورد نوسانات ارزش دلار و استفاده از مکانیزم تحریم دلار توسط دولت آمریکا دارند. در نتیجه، این کشورها علاقه زیادی به کاهش آسیب‌پذیری خود نسبت به دلار و بررسی ارزهای جایگزین دارند.

#### دیگر کشورها
در دسامبر ۲۰۲۲، سری‌لانکا و موریس استفاده از روپیه برای تجارت بین‌المللی را آغاز کردند. تاجیکستان، کوبا، لوکزامبورگ و سودان نیز علاقه خود را برای استفاده از این مکانیزم نشان داده‌اند.
همچنین در همان ماه، آرژانتین و برزیل یک ارز مشترک برای تجارت پیشنهاد کردند که به عنوان سور شناخته می‌شود. سور ترکیبی از ارز پزو آرژانتین و رئال برزیل است. همچنین در همان ماه، برزیل و چین به توافق اولیه برای تجارت با ارزهای ملی به جای دلار آمریکا رسیدند. در ماه مه ۲۰۲۳، کره جنوبی و اندونزی یادداشت تفاهمی برای ترویج تجارت دوجانبه با ارزهای ملی امضا کردند که از دلار آمریکا به عنوان واسطه دور می‌شود.
در اوایل ماه مه ۲۰۲۳، بانک‌های مرکزی کره جنوبی و اندونزی یادداشت تفاهمی امضا کردند که هدف آن ترویج همکاری در جهت تقویت استفاده از ارزهای ملی آنها برای معاملات دوجانبه بود. این شامل ترویج استفاده از ارزهای آنها برای فعالیت‌هایی مانند معاملات حساب جاری و سرمایه‌گذاری مستقیم بین این دو کشور می‌شود.
هند و بنگلادش قصد دارند برای واردات و صادرات، اعتبارنامه‌هایی با استفاده از روپیه هند و تاکای بنگلادش باز کنند.

## انتقادات
شواهدی ارائه شده از سوی جاناتان هارتلی، محقق اقتصادی که در ژوئن ۲۰۲۳ منتشر شد، نشان می‌دهد که سهم دلار آمریکا از ذخایر بانک مرکزی، اوراق بهادار بدهی جهانی و تجارت ارز از زمان تهاجم روسیه به اوکراین در سال ۲۰۲۲ و تحریم دارایی‌های ذخیره روسیه بدون تغییر بوده است. در مورد ذخایر بانک مرکزی، سهم دلار آمریکا از ذخایر بانک مرکزی تا ژوئیه ۲۰۲۳ ۱۰ درصد بیشتر از اوایل دهه ۱۹۹۰ است.
در ۲۴ مه ۲۰۲۳، کریستالینا جورجیوا، مدیر کل صندوق بین‌المللی پول اظهار داشت: «ما انتظار تغییر سریع در ذخایر نداریم، زیرا دلیل اینکه دلار یک ارز ذخیره است، به دلیل قدرت اقتصاد ایالات متحده و عمق بازارهای سرمایه آن است.»
در ۶ ژوئن ۲۰۲۳، بانک جی‌پی مورگان اعلام کرد که «کاهش استفاده از دلار آمریکا در ذخایر ارزی آشکار است، به طوری که سهم دلار به پایین‌ترین حد رسیده است زیرا سهم آن در صادرات کاهش یافته است، اما در کالاها هنوز در حال ظهور است.»
در ۱۱ ژوئیه ۲۰۲۳، پل گروئنوالد، اقتصاددان ارشد شرکت اس‌اندپی گلوبال، اظهار داشت که «دلار آمریکا همچنان به عنوان یک ارز پیشرو جهانی باقی خواهد ماند، اما دیگر ارز غالب جهانی نخواهد بود.»
رئیس‌جمهور برزیل به شدت از تسلط غالب دلار انتقاد کرده است. در یک سخنرانی قوی که از پشت تریبونی با پرچم‌های برزیل، روسیه، هند، چین و آفریقای جنوبی، که به‌طور مشترک به عنوان کشورهای بریکس شناخته می‌شوند، ایراد کرد، او از بزرگ‌ترین اقتصادهای در حال توسعه خواست تا همکاری کرده و یک ارز جایگزین را برای جایگزینی دلار در تجارت بین‌المللی پیشنهاد دهند. رئیس‌جمهور لولا دا سیلوا از فرایند تصمیم‌گیری که منجر به تبدیل شدن دلار به ارز اصلی تجارت و کنار گذاشتن طلا به عنوان پشتوانه مالی  انتقاد کرد.